# 素叻猪笼草
素叻猪笼草（学名：Nepenthes suratensis）是泰国素叻府特有的热带食虫植物，其生长于沿海的热带草原。素叻猪笼草与安达曼猪笼草（N. andamana）。
其种加词“suratensis”来源于素叻府的名字及拉丁文词尾“-ensis”，意为“来自素叻府”。

## 植物学史
1927年，阿瑟·弗朗西斯·乔治·克尔在泰国素叻府干乍那迪首次采集到素叻猪笼草。该标本编号为“Kerr 13136”，存放于曼谷植物标本馆（BK）。
马尔切洛·卡塔拉诺在2001年出的书籍《泰国的猪笼草》中正式描述了其素叻猪笼草。其描述由阿拉斯泰尔·罗宾逊进行复核，并由安德烈亚斯·弗莱施曼（Andreas Fleischmann）提供拉丁翻译。编号为“Kerr 13136”的标本被指定为模式标本。

## 形态特征
素叻猪笼草为藤本植物，可攀爬至3米的高处。茎为圆柱形，直径可长达5毫米。节间距可长达6.5厘米。茎为绿色至红色。

### 叶
素叻猪笼草的叶片无柄，革质，为线形至披针形，可长达35厘米，宽至4厘米，厚度可达0.5毫米。叶尖为急尖至窄渐尖，渐狭至基部，包住茎部周长的四分之三。中脉的两侧各有3条纵脉，但仅存在于叶片的外四分之一。羽状脉可见，斜发自中脉。笼蔓可长达24厘米，直径约2毫米。叶片为浅绿色，中脉和笼蔓为绿色至红色。

### 捕虫笼
素叻猪笼草的下位笼通体为卵形，或下部为卵形，上部较窄，可高达15厘米，宽至5厘米。笼肩常位于下位笼的中部，也可能不存在。腹面具一对可宽达12毫米的笼翼，具窄翼须。笼口为浑圆的三角形，倾斜。唇平展，可宽达10毫米，唇齿可长达1毫米。下位笼的腺体区可位于其内表面的下三分之一至三分之二。笼盖为宽卵形或窄卵形，基部略呈心形，边缘为不规则的波浪状。其可长达4.5厘米，宽至3.5厘米，大小接近于笼口，或小于笼口。笼盖的下表面无附属物，但具大量火山口状的蜜腺，中线附近的蜜腺直径最大，可达1毫米。笼盖下表面靠近末端处有一个小凹陷。笼盖基部后方的笼蔓尾不分叉，可长达5毫米。下位笼的外表面通常为绿色至橙色且具有红色的斑点，或通体为红色。其内表面的蜡质区具有红色的斑点。唇的颜色变化多端，可为绿色至橙色或红色。笼盖可为橙色至红色，并具有红色的条纹。
素叻猪笼草的上位笼为圆柱形至窄漏斗形，大小类似于下位笼，可高达18厘米，宽至3厘米。笼翼可宽达3毫米，或缩小为一对隆起。笼口为浑圆的三角形，倾斜。唇、笼盖及其上位笼的其他部分都类似于下位笼。上位笼的颜色较下位笼浅，外表面通常为绿色至黄色。其内表面的蜡质区也与下位笼一样具有红色的斑点。唇和笼盖都为绿色至黄色。

### 花序
素叻猪笼草的花序为总状花序。雄性植株的花序可长达70厘米，其中总花梗可长达50厘米，花序轴可长达20厘米。共约180朵花。每个花梗带一朵花，其长3至8毫米。花梗基部常具苞片，长约1.5毫米，且向内弯曲。雄蕊柄可长达3毫米。花被片为椭圆形，可长达5毫米，宽至3毫米。其为绿色，边缘为红色。雌性花序的结构与雄性花序类似，但其花序轴较短，仅为10至15厘米，而花梗较长，为4至10毫米，且苞片大大缩小或缺失。其花被片也较小，仅长约4毫米，宽约2毫米，且始终为绿色。

### 其他
素叻猪笼草的花序、叶片及茎部具有橙色或棕色的毛被，其长0.1至0.3毫米。但这些毛被早落，因此植株的下部通常无毛。
与其他产自中南半岛的耐火猪笼草一样，素叻猪笼草也具有发达的地下根茎。

## 生态关系
素叻猪笼草是泰国素叻府沿海Kanchanadit镇附近的数个地区特有的热带食虫植物。其仅生长于海拔0至200米的砂质低地中。素叻猪笼草被认为与安达曼猪笼草（N. andamana）之间存在着密切的近缘关系。
素叻猪笼草现仅存三个种群；第四个位于乍纳的种群已消失。仅有一个种群经过了细致的调查，约由250个成年植株组成，并很可能是最大的种群；其他两个种群仅见零星报道，可能种群数量极小。这些种群均不位于保护区内，也没有得到任何的保护。素叻猪笼草已被列入《国际自然保护联盟濒危物种红色名录》，保护状况为极危，并预计在将来数年的城市扩展中将会有80%的素叻猪笼草消失。
尚未发现素叻猪笼草的自然杂交种。

## 相关物种
素叻猪笼草似乎与安达曼猪笼草之间存在着密切的近缘关系。其也类似于中南半岛其他特有的物种，如波哥猪笼草（N. bokorensis）、克尔猪笼草（N. kerrii）和空堪达猪笼草（N. kongkandana）。
素叻猪笼草与这些物种的区别在于其植株上部的毛被可长达0.3毫米，且早落。而安达曼猪笼草的毛被可长达0.8毫米，早落，且仅出现于上部的茎与叶；波哥猪笼草毛被的可变性较高，但其为持久性的，且覆盖于所有的营养组织和花序；克尔猪笼草的毛被仅存在于叶腋；空堪达猪笼草通体覆盖着持久的毛被。它们叶片的形状也不同，素叻猪笼草的为线形至披针形。而克尔猪笼草和空堪达猪笼草的叶片为倒卵形；波哥猪笼草的更宽大，可宽至8厘米。此外，波哥猪笼草的花梗无苞片，且下位笼的唇更宽，可达20毫米。
在素叻猪笼草的描述中，马尔切洛·卡塔拉诺也注意到了许多与安达曼猪笼草不同的形态特征：
| 素叻猪笼草与安达曼猪笼草之间形态特征的区别（M. Catal 2010） |                              |                            |
| 形态特征                                                    | 素叻猪笼草                   | 安达曼猪笼草               |
| 花被片                                                      | 绿色                         | 红色                       |
| 雄蕊柄                                                      | 仅长约1毫米                  | 可长达3毫米                |
| 苞片                                                        | 向内弯曲                     | 向外弯曲                   |
| 捕虫笼内表面蜡质区                                          | 下三分之一至三分之二         | 下二分之一                 |
| 下位笼笼翼                                                  | 12毫米                       | 6毫米                      |
| 上位笼笼翼                                                  | 3毫米                        | 1毫米                      |
| 唇                                                          | 特别平展                     | 圆柱形                     |
| 笼盖                                                        | 宽卵形至窄卵形，通常小于笼口 | 圆形至宽卵形，通常大于笼口 |
| 笼口                                                        | 三角形                       | 卵形                       |
| 笼蔓尾                                                      | 3至5毫米                     | 5至7毫米                   |
| 上位笼的颜色                                                | 较浅                         | 通常为白色                 |

在食虫植物数据库中，分类学家简·斯洛尔（Jan Schlauer）将素叻猪笼草列为高棉猪笼草（N. thorelii）的疑似同物异名。

## 扩展阅读
- 中南半岛的猪笼草
- 食虫植物照片搜寻引擎中素叻猪笼草的照片 （页面存档备份，存于）

 维基共享资源上的相關多媒體資源：素叻猪笼草
 維基物種上的相關：素叻猪笼草